# Nettelgrund
Nettelgrund ist ein Wohnplatz der Gemeinde Rothemühl des Amtes Torgelow-Ferdinandshof im Landkreis Vorpommern-Greifswald in Mecklenburg-Vorpommern.

## Geografie
Der Ort liegt 2 Kilometer südsüdöstlich vom Hauptort Rothemühl, 10 Kilometer nordöstlich von Strasburg (Uckermark) und 13 Kilometer südwestlich von Torgelow. Die Siedlung liegt auf einer kleinen Lichtung der gehölzreichen Gemarkung Rothemühl-Forst, die ein Teil der waldreichen Landschaft Woldegk-Feldberger Hügelland ist. Die Nachbarorte sind Ausbau im Norden, Herrnkamp im Nordosten, Jatznick im Osten, Waldeshöhe und Klein Spiegelberg im Südosten, Klein Luckow im Süden, Burgwall, Rosenthal und Klepelshagen im Südwesten sowie Neuensund und Rothemühl im Nordwesten.

## Geschichte
Ein hier befindliches Wohnhaus der ehemaligen Försterei Nettelgrund war spätestens seit 1965 ein sogenanntes Dienstobjekt des Ministeriums für Staatssicherheit (MfS). Aus dessen Unterlagen geht hervor, dass in den Anfangsjahren der Nutzung die Wasserversorgung und eine Notstromanlage neu errichtet worden sind. Später finden sich Unterlagen über die Zentralheizungsanlage von einem „Haus II“ der Anlage. Betrieben wurde das Objekt von der Abteilung Rückwärtige Dienste der MfS-Bezirksverwaltung Neubrandenburg und die Nutzung ist mindestens bis 1988 belegt.
Dieses Objekt wird mit Stand 2022 von der Landesforst Mecklenburg Vorpommern genutzt. Ältere Gebäude aus der DDR wurden abgerissen und durch neue ersetzt. Das gesamte Gelände einschließlich des sich darauf befindlichen Weihers ist eingezäunt und nicht zugänglich.